# Patricia Tarabini
Patricia Tarabini (La Plata, 6 augustus 1968) is een voormalig tennisspeelster uit Argentinië. Zij speelt rechtshandig en heeft een enkelhandige backhand. Zij was actief in het proftennis van 1986 tot in 2006. In de periode 1989–2004 nam zij deel aan 21 landenontmoetingen in het Argentijnse Fed Cup-team (merendeels in het dubbelspel).

## Loopbaan

### Enkelspel
Tarabini debuteerde in 1985 op het ITF-toernooi van Porto Alegre (Brazilië). Zij stond een maand later voor het eerst in een finale, op het ITF-toernooi van Monviso (Italië) – zij verloor van de Italiaanse Laura Golarsa. In 1986 veroverde Tarabini haar eerste titel, op het ITF-toernooi van Bari (Italië), door de Tsjechische Olga Votávová te verslaan. In totaal won zij twee ITF-titels, de andere enkele weken later in Tarente (Italië).
De maand daarna kwalificeerde Tarabini zich meteen voor een grandslamtoernooi, op Roland Garros. Zij bereikte er de tweede ronde. Zij stond in 1989 voor het eerst in een WTA-finale, op het toernooi van Straatsburg – zij verloor van de Tsjechische Jana Novotná. Hoewel zij later dat jaar (in Guarujá) en in 1990 (in Parijs) nog twee finales bereikte, wist Tarabini geen WTA-enkelspeltitels te veroveren. In 1992 nam zij deel aan de Olympische Spelen in Barcelona – daar bereikte zij de tweede ronde.
Haar beste resultaat op de grandslamtoernooien is het bereiken van de derde ronde. Haar hoogste notering op de WTA-ranglijst is de 29e plaats, die zij bereikte in mei 1988. Na 1995 concentreerde zij zich meer op het dubbel- dan op het enkelspel.

### Dubbelspel
Tarabini behaalde in het dubbelspel betere resultaten dan in het enkelspel. Zij debuteerde in 1986 op het ITF-toernooi van Bari (Italië) samen met landgenote Mariana Pérez Roldán – daar bereikte zij meteen de halve finale, waarin zij verloor van het Nederlandse koppel Nanette Schutte en Marianne van der Torre. In datzelfde jaar nam Tarabini voor het eerst deel aan een grandslamtoernooi, op Wimbledon, samen met de Braziliaanse Gisele Miró.
In 1986 speelde Tarabini voor het eerst op een WTA-hoofdtoernooi, op het toernooi van Buenos Aires, samen met landgenote Emilse Raponi. Zij bereikten er de kwartfinale. Zij stond in 1987 voor het eerst in een WTA-finale, op het toernooi van Båstad, samen met de Italiaanse Sandra Cecchini – zij verloren van het koppel Penny Barg en Tine Scheuer-Larsen. In 1989 veroverde Tarabini haar eerste WTA-titel, op het toernooi van Arcachon, weer samen met Cecchini, door het koppel Mercedes Paz en Brenda Schultz te verslaan. In totaal won zij vijftien WTA-titels, de laatste in 2001 in Wenen, samen met landgenote Paola Suárez. Verspreid over de jaren 1998–2004 won Tarabini daarnaast nog drie ITF-titels.
Haar beste resultaat in het vrouwendubbelspel op de grandslamtoernooien is het bereiken van de halve finale. In het gemengd dubbelspel won zij een grandslamtitel, samen met landgenoot Javier Frana, op Roland Garros 1996. Haar hoogste notering op de WTA-ranglijst is de twaalfde plaats, die zij bereikte in augustus 1998. Tarabini nam driemaal deel aan de Olympische Spelen: in 1992 in Barcelona (kwartfinale), in 1996 in Atlanta (eerste ronde) en ten slotte in 2004 in Athene, waar zij samen met landgenote Paola Suárez op een bronzen medaille beslag wist te leggen. Daarna nam zij nauwelijks meer aan toernooien deel.

## Posities op deWTA-ranglijst
Positie per einde seizoen:
| jaartal | ranking enkelspel | ranking dubbelspel |
| ------- | ----------------- | ------------------ |
| 2004    | –                 | 56                 |
| 2003    | –                 | 109                |
| 2002    | –                 | 35                 |
| 2001    | –                 | 33                 |
| 2000    | –                 | 30                 |
| 1999    | –                 | 18                 |
| 1998    | –                 | 14                 |
| 1997    | –                 | 17                 |
| 1996    | –                 | 30                 |
| 1995    | 324               | 25                 |
| 1994    | 104               | 44                 |
| 1993    | 60                | 24                 |
| 1992    | 126               | 43                 |
| 1991    | 116               | 40                 |
| 1990    | 55                | 42                 |
| 1989    | 60                | 41                 |
| 1988    | 37                | 108                |
| 1987    | 65                | 92                 |
| 1986    | 108               | 152                |
| 1985    | 305               | –                  |

## Palmares
| Legenda                |
| ---------------------- |
| Grandslamtoernooi      |
| Olympische Spelen      |
| Year-End Championships |
| Tier I                 |
| Tier II                |
| Tier III               |
| Tier IV & V            |

### WTA-finaleplaatsen enkelspel
| nr.              | finaledatum | toernooi        | ondergrond | tegenstandster     | score    |         |
| ---------------- | ----------- | --------------- | ---------- | ------------------ | -------- | ------- |
| Gewonnen finales |             |                 |            |                    |          |         |
| Geen.            |             |                 |            |                    |          |         |
| Verloren finales |             |                 |            |                    |          |         |
| 1.               | 1989-05-28  | WTA Straatsburg | gravel     | Jana Novotná       | 1-6, 2-6 | details |
| 2.               | 1989-12-17  | WTA Guarujá     | hardcourt  | Federica Haumüller | 6-7, 4-6 | details |
| 3.               | 1990-09-23  | WTA Parijs      | gravel     | Conchita Martínez  | 5-7, 3-6 | details |

### WTA-finaleplaatsen dubbelspel
| nr.                                 | finaledatum | toernooi            | ondergrond | partner            | tegenstandsters                        | score         |         |
| ----------------------------------- | ----------- | ------------------- | ---------- | ------------------ | -------------------------------------- | ------------- | ------- |
| Gewonnen finales vrouwendubbelspel  |             |                     |            |                    |                                        |               |         |
| 1.                                  | 1989-07-16  | WTA Arcachon        | gravel     | Sandra Cecchini    | Mercedes Paz Brenda Schultz            | 6-3, 7-6      | details |
| 2.                                  | 1989-09-17  | WTA Athene          | gravel     | Sandra Cecchini    | Silke Meier Elena Pampoulova           | 4-6, 6-4, 6-2 | details |
| 3.                                  | 1989-09-24  | WTA Parijs          | gravel     | Sandra Cecchini    | Nathalie Herreman Catherine Suire      | 6-1, 6-1      | details |
| 4.                                  | 1989-12-17  | WTA Guarujá         | hardcourt  | Mercedes Paz       | Cláudia Chabalgoity Luciana Corsato    | 6-2, 6-2      | details |
| 5.                                  | 1990-07-22  | WTA Estoril         | gravel     | Sandra Cecchini    | Carin Bakkum Nicole Jagerman           | 1-6, 6-2, 6-3 | details |
| 6.                                  | 1991-09-29  | WTA Bayonne         | tapijt (i) | Nathalie Tauziat   | Rachel McQuillan Catherine Tanvier     | 6-3, opg.     | details |
| 7.                                  | 1992-09-20  | WTA Parijs          | gravel     | Sandra Cecchini    | Rachel McQuillan Noëlle van Lottum     | 7-5, 6-1      | details |
| 8.                                  | 1993-07-18  | WTA Praag           | gravel     | Inés Gorrochategui | Laura Golarsa Caroline Vis             | 6-2, 6-1      | details |
| 9.                                  | 1993-08-01  | WTA San Marino      | gravel     | Sandra Cecchini    | Florencia Labat Barbara Rittner        | 6-3, 6-2      | details |
| 10.                                 | 1994-07-31  | WTA Maria Lankowitz | gravel     | Sandra Cecchini    | Alexandra Fusai Karina Habšudová       | 7-5, 7-5      | details |
| 11.                                 | 1998-04-05  | WTA Hilton Head     | gravel     | Conchita Martínez  | Lisa Raymond Rennae Stubbs             | 3-6, 6-4, 6-4 | details |
| 12.                                 | 1999-04-11  | WTA Amelia Island   | gravel     | Conchita Martínez  | Lisa Raymond Rennae Stubbs             | 7-5, 0-6, 6-4 | details |
| 13.                                 | 1999-09-26  | WTA Toyota          | hardcourt  | Conchita Martínez  | Amanda Coetzer Jelena Dokić            | 6-7, 6-4, 6-2 | details |
| 14.                                 | 2001-04-15  | WTA Amelia Island   | gravel     | Conchita Martínez  | Martina Navrátilová Arantxa Sánchez    | 6-4, 6-2      | details |
| 15.                                 | 2001-07-15  | WTA Wenen           | gravel     | Paola Suárez       | Vanessa Henke Lenka Němečková          | 6-4, 6-2      | details |
| Verloren finales vrouwendubbelspel  |             |                     |            |                    |                                        |               |         |
| 1.                                  | 1987-07-12  | WTA Båstad          | gravel     | Sandra Cecchini    | Penny Barg Tine Scheuer-Larsen         | 1-6, 2-6      | details |
| 2.                                  | 1990-04-29  | WTA Barcelona       | gravel     | Sabrina Goleš      | Mercedes Paz Arantxa Sánchez           | 7-6, 2-6, 1-6 | details |
| 3.                                  | 1990-09-16  | WTA Kitzbühel       | gravel     | Sandra Cecchini    | Petra Langrová Radomira Zrubáková      | 0-6, 4-6      | details |
| 4.                                  | 1991-07-21  | WTA Kitzbühel       | gravel     | Sandra Cecchini    | Bettina Fulco Nicole Jagerman          | 5-7, 4-6      | details |
| 5.                                  | 1993-10-24  | WTA Boedapest       | tapijt (i) | Sandra Cecchini    | Inés Gorrochategui Caroline Vis        | 1-6, 3-6      | details |
| 6.                                  | 1994-05-22  | WTA Straatsburg     | gravel     | Caroline Vis       | Lori McNeil Rennae Stubbs              | 3-6, 6-3, 2-6 | details |
| 7.                                  | 1995-05-07  | WTA Hamburg         | gravel     | Conchita Martínez  | Gigi Fernández Martina Hingis          | 2-6, 3-6      | details |
| 8.                                  | 1995-05-14  | WTA Rome            | gravel     | Conchita Martínez  | Gigi Fernández Natallja Zverava        | 6-3, 6-7, 4-6 | details |
| 9.                                  | 1997-05-11  | WTA Rome            | gravel     | Conchita Martínez  | Nicole Arendt Manon Bollegraf          | 2-6, 4-6      | details |
| 10.                                 | 1997-07-27  | WTA Stanford        | hardcourt  | Conchita Martínez  | Lindsay Davenport Martina Hingis       | 1-6, 3-6      | details |
| 11.                                 | 1999-05-16  | WTA Berlijn         | gravel     | Jana Novotná       | Alexandra Fusai Nathalie Tauziat       | 3-6, 5-7      | details |
| 12.                                 | 2000-04-23  | WTA Hilton Head     | gravel     | Conchita Martínez  | Virginia Ruano Pascual Paola Suárez    | 5-7, 3-6      | details |
| 13.                                 | 2001-05-20  | WTA Rome            | gravel     | Paola Suárez       | Cara Black Jelena Lichovtseva          | 1-6, 1-6      | details |
| 14.                                 | 2001-09-16  | WTA Bahia           | hardcourt  | Nicole Arendt      | Amanda Coetzer Lori McNeil             | 7-6, 2-6, 4-6 | details |
| 15.                                 | 2002-05-19  | WTA Rome            | gravel     | Conchita Martínez  | Virginia Ruano Pascual Paola Suárez    | 3-6, 4-6      | details |
| 16.                                 | 2004-05-02  | WTA Warschau        | gravel     | Gisela Dulko       | Silvia Farina-Elia Francesca Schiavone | 6-3, 2-6, 1-6 | details |
| Gewonnen finales gemengd dubbelspel |             |                     |            |                    |                                        |               |         |
| 1.                                  | 1996-06-09  | Roland Garros       | gravel     | Javier Frana       | Nicole Arendt Luke Jensen              | 6-2, 6-2      | details |

## Resultaten grandslamtoernooien
| Legenda | Legenda                          |
| ------- | -------------------------------- |
| g.t.    | geen toernooi gehouden           |
| l.c.    | lagere categorie                 |
| –       | niet deelgenomen                 |
| G       | uitgeschakeld in de groepsfase   |
| 1R      | uitgeschakeld in de eerste ronde |
| 2R      | uitgeschakeld in de tweede ronde |
| 3R      | uitgeschakeld in de derde ronde  |
| 4R      | uitgeschakeld in de vierde ronde |
| KF      | uitgeschakeld in de kwartfinale  |
| HF      | uitgeschakeld in de halve finale |
| F       | de finale verloren               |
| W       | het toernooi gewonnen            |
| w-v     | winst/verlies-balans             |

### Enkelspel
| Toernooi        | 1986 | 1987 | 1988 | 1989 | 1990 | 1991 | 1992 | 1993 | 1994 | 1995 | w-v |
| --------------- | ---- | ---- | ---- | ---- | ---- | ---- | ---- | ---- | ---- | ---- | --- |
| Australian Open | g.t. | –    | –    | –    | –    | 2R   | 1R   | 1R   | 2R   | 2R   | 3-5 |
| Roland Garros   | 2R   | 1R   | 2R   | 1R   | 3R   | –    | 1R   | 2R   | 1R   | 1R   | 5-9 |
| Wimbledon       | –    | 1R   | –    | –    | –    | –    | 1R   | 1R   | 2R   | –    | 1-4 |
| US Open         | –    | 3R   | –    | 3R   | 1R   | 1R   | –    | 1R   | 1R   | –    | 4-6 |

### Vrouwendubbelspel
| Toernooi        | 1986 | 1987 | 1988 | 1989 | 1990 | 1991 | 1992 | 1993 | 1994 | 1995 | 1996 | 1997 | 1998 | 1999 | 2000 | 2001 | 2002 | 2003 | 2004 | w-v   |
| --------------- | ---- | ---- | ---- | ---- | ---- | ---- | ---- | ---- | ---- | ---- | ---- | ---- | ---- | ---- | ---- | ---- | ---- | ---- | ---- | ----- |
| Australian Open | g.t. | –    | –    | –    | –    | 1R   | 1R   | 3R   | 2R   | 3R   | 3R   | KF   | HF   | 1R   | 2R   | 1R   | 2R   | 1R   | –    | 16-13 |
| Roland Garros   | –    | 2R   | 1R   | 2R   | KF   | –    | KF   | HF   | 3R   | 3R   | 3R   | KF   | KF   | 3R   | KF   | 3R   | 1R   | 2R   | 3R   | 34-17 |
| Wimbledon       | 1R   | 3R   | –    | –    | –    | –    | 1R   | –    | 2R   | KF   | 3R   | 1R   | 1R   | 2R   | 2R   | 1R   | 1R   | 1R   | 3R   | 12-14 |
| US Open         | –    | 2R   | –    | 1R   | 3R   | 1R   | 1R   | KF   | 2R   | KF   | 3R   | KF   | 1R   | 3R   | KF   | 2R   | 2R   | 2R   | 1R   | 23-17 |

### Gemengd dubbelspel
| Toernooi        | 1986 | 1987 |    | 1989 | 1990 | 1991 | 1992 | 1993 | 1994 | 1995 | 1996 | 1997 | 1998 | 1999 | 2000 | 2001 | 2002 | 2003  | w-v |
| --------------- | ---- | ---- | -- | ---- | ---- | ---- | ---- | ---- | ---- | ---- | ---- | ---- | ---- | ---- | ---- | ---- | ---- | ----- | --- |
| Australian Open | g.t. | –    | –  | –    | 1R   | –    | –    | 1R   | 1R   | –    | 1R   | 1R   | 1R   | 1R   | –    | –    | 1R   | 0-8   |     |
| Roland Garros   | 1R   | KF   | 3R | 2R   | –    | 1R   | –    | –    | 3R   | W    | 3R   | 2R   | 3R   | –    | –    | 1R   | –    | 25-10 |     |
| Wimbledon       | 1R   | –    | –  | –    | –    | –    | 2R   | 1R   | 2R   | 2R   | 1R   | 1R   | –    | 1R   | 1R   | 1R   | 1R   | 3-11  |     |
| US Open         | –    | –    | –  | 1R   | –    | 1R   | –    | 1R   | 2R   | 1R   | 1R   | KF   | 1R   | 1R   | 2R   | 1R   | –    | 4-10  |     |